# تشات قية (أرشق)
تشات قیة (بالفارسية: چات قیه) هي منطقة سكنية تقع في إيران في قسم أرشق الشرقي الريفي. يقدر عدد سكانها بـ 41 نسمة بحسب إحصاء 2016.